# Penske PC4

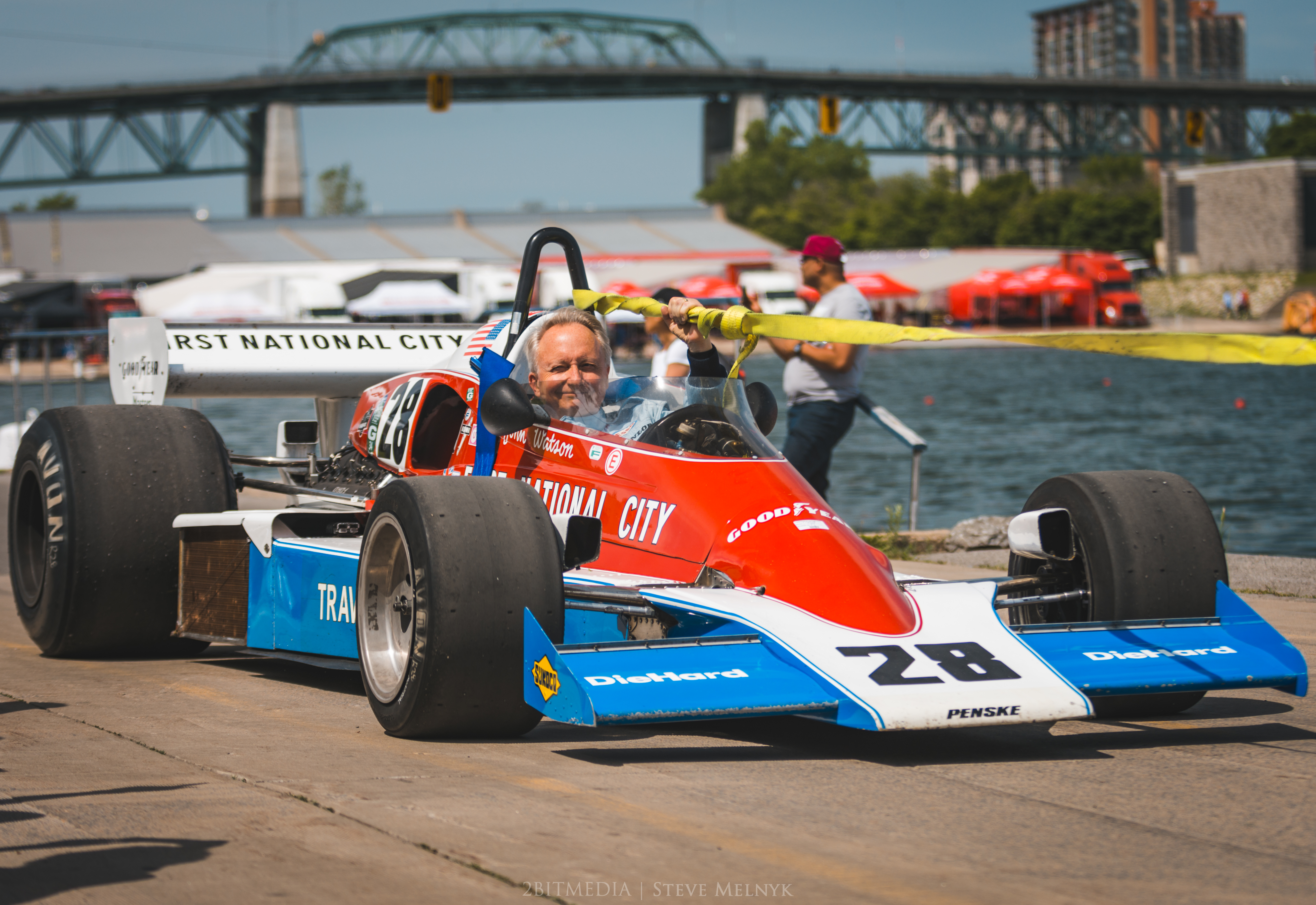
Der PC4 in der Lackierung des Penske-Teams von 1976

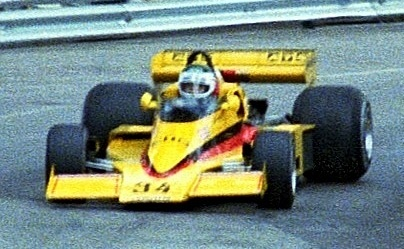
Jean-Pierre Jarier am Steuer des ATS-Penske PC4 beim Großen Preis von Monaco 1977

Der Penske PC4 war ein von Penske Racing konstruierter Formel-1-Rennwagen, der 1976 von Penske und 1977 von ATS in der Formel-1-Weltmeisterschaft eingesetzt wurde.

## Entstehungsgeschichte
Der Penske PC4 ersetzte ab dem Großen Preis von Schweden 1976 den PC3. Der Rennwagen hatte eine sehr spitze Frontpartie; die seitlichen Kühler gaben dem Wagen seine schmale Linienform. Die Radaufhängung, die Federung und der V8-Motor von Cosworth kamen schon im PC3 zum Einsatz. Auch das Getriebe wurde aus dem Vorgängermodell übernommen.

## Renneinsätze bei Penske (1976)
Der PC4 war der erfolgreichste Formel-1-Penske. Schon beim zweiten Renneinsatz erreichte John Watson beim Großen Preis von Frankreich in Le Castellet den dritten Rang. Kurz nach dem Rennen wurde Watson jedoch disqualifiziert, weil die seitlichen Leitbleche des Heckflügels 5 mm zu hoch waren. Zwei Wochen später steuerte Watson den PC4 beim Großen Preis von Großbritannien erneut auf den dritten Platz. Höhepunkt des Jahres war der Sieg von Watson beim Großen Preis von Österreich. Es blieb der einzige Sieg für einen Penske in der Formel-1-Weltmeisterschaft. Watson beendete die Weltmeisterschaft als Siebter der Gesamtwertung und das Penske-Team wurde Fünfter im Konstrukteurspokal.

## Renneinsätze bei ATS (1977)
Nach dem Ende der Penske-Mannschaft in der Formel 1 wurden die PC4 an den deutschen Rennstall ATS verkauft, der die Fahrzeuge 1977 noch ein weiteres Jahr einsetzte.
Jean-Pierre Jarier fuhr den Penske PC4 mit der Start Nummer 34 für ATS bis einschließlich des Großen Preis von Italien. In dieser Zeit konnte er sich mit Ausnahme des Großen Preises von Spanien regelmäßig qualifizieren, kam aber im Qualifying nicht über die zweite Hälfte des Starterfeldes hinaus. In sechs Rennen kam Jarier ins Ziel; das beste Ergebnis war der sechste Platz, den das Team bei seinem ersten Rennen in Long Beach erzielte. Bei den Großen Preisen von Frankreich, Deutschland, den Niederlanden und Italien fiel Jarier jeweils mit Motor- oder Getriebedefekt aus.
Zum Großen Preis von Deutschland meldete ATS ein zweites Auto für den deutschen Tourenwagen-Piloten Hans Heyer. Er qualifizierte sich nicht, startete aber dennoch illegal. In den offiziellen Dokumenten ist die Notiz vermerkt: „Managed somehow to start“. Die Rennkommissare bemerkten dies erst, als er mit einem Fehler an der Kraftübertragung aufgab.